# Armén Antonian
Armén Antonian je arménský violoncellista.

## Životopis
Absolvoval Jerevanskou hudební školu a konzervatoř "Romanos Melikiana". Získal vysokoškolský titul v Konzervatoři "Komitasa", a to s proslulým violoncellistou a profesorem Geronti Talalyanem, nejprestižnějším učitele hry na violoncello v tehdejším Sovětském svazu a také spolužákem Mstislava Rostropoviče. Má tituly violoncellový sólista, profesor violoncellové hry, klavírní sólista, profesor klavírní hry, orchestrální umělec a profesor orchestrální hry.
V roce 1982 nastoupil do Symfonického orchestru Radiotelevision v Arménii, později jako sólista do arménského filharmonického orchestru, se kterým vystupoval v Evropě i USA. V roli hostujícího sólisty hrál s různými orchestry Baltských států. V letech 1987 až 1992 pracoval na konzervatoři v Jerevanu, a současně vystupoval v nejvýznamnějších městech bývalého Sovětského svazu jako sólista a také s Ensemble de virtuosos violonchelistas.
V roce 1998 působil v Evropském parlamentu na setkání Arménského fóra, jehož cílem bylo propagovat historii a kulturu Arménie v Evropě.
Od svého příjezdu do Španělska v roce 1993 (od roku 1994 žije v Madridu) se zúčastnil mnoha festivalů, jako je Clásicos de Verano v Madridu nebo Caprichos Musicales de Comillas v Kantábrii, kde si zahrál s houslistou Arou Malikianem a violoncellistou Sergueiem Mesropianem. Jako sólista vystupoval po celém Španělsku. V poslední době hraje hlavně dueta pro violoncello a klavír, konkrétněji např. na benefičním koncertu Voces para la Paz nebo na festivalu Festival de Música de Titulcia (obojí v Madridu). Mimo jiné se snaží propagovat arménskou hudbu, některou nahrál s Radio Nacional de España.

## Violoncello
Své violoncello mu věnoval ruský violoncellista Alexandr Vajnrot v roce 1987. Poslal mu ho poštou do Jerevanu, kde Antonian aktuálně pobýval.

## Ocenění
- Mimořádná cena sólisty, Jerevanská státní konzervatoř
- Cena pro nejlepšího interpreta (violoncello), Concierto de conmemoración de la fundación de la ciudad de Kiev (koncert v Kyjevě)
- Cena pro nejlepšího interpreta (violoncello), Encuentros de amistad de las Repúblicas Soviéticas

## Diskografie
Mezi jeho známější nahrávky patří Requiem od Davida Poppera, Adagio od Antonia Vivaldiho, Labuť od Camille Saint-Saënse nebo Šavlový tanec od Arama Chačaturjana.